# Ҁ
Koppa (Ҁ ҁ; italics: Ҁ ҁ) là một ký tự số giống như chữ cái cổ của hệ thống chữ viết Cyrillic. Hình thức của nó (và tên hiện đại) có nguồn gốc từ chữ cái Hy Lạp Koppa (Ϙ ϙ).
Koppa được sử dụng như một ký tự số trong các bản viết tay Cyrillic cổ nhất, đại diện cho giá trị 90 (chính xác như tổ tiên Hy Lạp của nó đã làm). Nó đã được thay thế tương đối sớm bằng chữ cái Kirin Che (Ч ч), có hình thức tương tự và ban đầu không có giá trị số. Các ví dụ biệt lập về Ч được sử dụng như một chữ số được tìm thấy ở các khu vực Đông và Nam Slavonic ngay từ thế kỷ thứ mười một, mặc dù Koppa vẫn tiếp tục được sử dụng thường xuyên vào thế kỷ thứ mười bốn. Tuy nhiên, trong một số giống Kirin phương Tây, Koppa vẫn được giữ lại và Ч được sử dụng với giá trị 60, thay thế cho chữ cái Kirin Ksi (Ѯ ѯ).
Cyrillic Koppa không bao giờ có giá trị ngữ âm và không bao giờ được sử dụng như một chữ cái bởi bất kỳ ngôn ngữ quốc gia nào sử dụng Cyrillic. Tuy nhiên, một số sách giáo khoa và từ điển hiện đại về ngôn ngữ Slavonic của Nhà thờ Cổ lại chèn ký tự này vào giữa các chữ cái khác của bảng chữ cái Cyrillic ban đầu, giữa П và Р (để tái tạo thứ tự bảng chữ cái Hy Lạp) hoặc ở cuối danh sách.

## Mã máy tính
| Kí tự               | Ҁ                          | Ҁ                          | ҁ                              | ҁ                              |
| ------------------- | -------------------------- | -------------------------- | ------------------------------ | ------------------------------ |
| Tên Unicode         | CHỮ CYRILLIC KOPPA VIẾT IN | CHỮ CYRILLIC KOPPA VIẾT IN | CHỮ CYRILLIC KOPPA VIẾT THƯỜNG | CHỮ CYRILLIC KOPPA VIẾT THƯỜNG |
| Mã hóa ký tự        | decimal                    | hex                        | decimal                        | hex                            |
| Unicode             | 1152                       | U+0480                     | 1153                           | U+0481                         |
| UTF-8               | 210 128                    | D2 80                      | 210 129                        | D2 81                          |
| Tham chiếu ký tự số | &#1152;                    | &#x480;                    | &#1153;                        | &#x481;                        |